# Aquermoud
Aquermoud  (in arabo اقرمود‎?) è un centro abitato e comune rurale del Marocco situato nella provincia di Essaouira, regione di Marrakech-Safi. Conta una popolazione di 15 662 abitanti (censimento 2014).